# Élections fédérales canadiennes de 1925
L'élection fédérale canadienne de 1925 se déroule le 29 octobre 1925 afin d'élire les députés de la quinzième législature à la Chambre des communes du Canada. À la suite de l'élection, le Parti libéral du Canada, mené par William Lyon Mackenzie King, forme un gouvernement minoritaire, ce qui précipite l'affaire King-Byng.

## Résultats
Les libéraux de King remportent moins de sièges que le Parti conservateur d'Arthur Meighen. Un troisième parti qui avait présenté des candidats pour la première fois lors de l'élection de 1921, le Parti progressiste du Canada, détient la balance du pouvoir.

### Pays
|                                                                                |                                  |                                  |                |        |        |          |           |         |          |
| Parti                                                                          | Parti                            | Chef                             | # de candidats | Sièges | Sièges | Sièges   | Voix      | Voix    | Voix     |
| Parti                                                                          | Parti                            | Chef                             | # de candidats | 1921   | Élus   | % Diff.  | #         | %       | % Diff.  |
|                                                                                | Conservateur                     | Arthur Meighen                   | 232            | 49     | 115    | +132,7 % | 1 454 253 | 46,13 % | +16,18 % |
|                                                                                | Libéral                          | William Lyon Mackenzie King      | 216            | 118    | 100    | -15,3 %  | 1,252 684 | 39,74 % | -1,41 %  |
|                                                                                | Progressiste                     | Robert Forke                     | 68             | 58     | 22     | -62,1 %  | 266 319   | 8,45 %  | -12,65 % |
|                                                                                | Travailliste                     | J. S. Woodsworth                 | 20             | 3      | 2      | -33,3 %  | 56 987    | 1,81 %  | -0,93 %  |
|                                                                                | Indépendant                      | Indépendant                      | 8              | 2      | 2      | -        | 16 212    | 0,51 %  | -2,52 %  |
|                                                                                | United Farmers of Alberta        |                                  | 2              | 2      | 2      | -        | 8 053     | 0,26 %  | -0,46 %  |
|                                                                                | Libéral indépendant              | Libéral indépendant              | 10             | -      | 1      |          | 31 140    | 0,99 %  | +0,90 %  |
|                                                                                | Conservateur indépendant         | Conservateur indépendant         | 6              | 1      | 1      | -        | 16 759    | 0,53 %  | +0,14 %  |
|                                                                                | Inconnu                          | Inconnu                          | 5              | -      | -      | -        | 20 583    | 0,65 %  | +0,16 %  |
|                                                                                | Libéral-protectionniste          |                                  | 2              | *      | -      | *        | 6 915     | 0,22 %  | *        |
|                                                                                | Libéral-progressiste indépendant | Libéral-progressiste indépendant | 1              | *      | -      | *        | 4 958     | 0,16 %  | *        |
|                                                                                | Labour-Farmer                    |                                  | 2              | *      | -      | *        | 4 774     | 0,15 %  | *        |
|                                                                                | Libéral-progressiste             |                                  | 1              | *      | -      | *        | 3 319     | 0,11 %  | *        |
|                                                                                | Travailliste indépendant         | Travailliste indépendant         | 1              | *      | -      | *        | 2 901     | 0,09 %  | *        |
|                                                                                | Socialiste                       |                                  | 1              | -      | -      | -        | 1 888     | 0,06 %  | -0,04 %  |
|                                                                                | Progressiste indépendant         | Progressiste indépendant         | 1              | -      | -      | -        | 1 768     | 0,06 %  | -0,05 %  |
|                                                                                | Farmer                           |                                  | 1              | *      | -      | *        | 1 130     | 0,04 %  | *        |
|                                                                                | Progressiste-conservateur        |                                  | 1              | *      | -      | *        | 1 120     | 0,04 %  | *        |
|                                                                                | Farmer-Labour                    |                                  | 1              | *      | -      | *        | 762       | 0,02 %  | *        |
| Total                                                                          | Total                            | Total                            | 579            | 235    | 245    | +3,8 %   | 3 152 525 | 100 %   |          |
| Sources: http://www.elections.ca — Historique des circonscriptions depuis 1867 |                                  |                                  |                |        |        |          |           |         |          |

Notes:
* Parti non-enregistré lors de l'élection précédente

### Par province
| Parti                                 | Parti                            | Parti        | C-B  | AB   | SK   | MB   | ON   | QC   | N-B  | N-É  | ÎPE  | YK   | Total |
| ------------------------------------- | -------------------------------- | ------------ | ---- | ---- | ---- | ---- | ---- | ---- | ---- | ---- | ---- | ---- | ----- |
|                                       | Conservateur                     | Sièges :     | 10   | 3    | -    | 7    | 67   | 4    | 10   | 11   | 2    | 1    | 115   |
|                                       | Conservateur                     | Voix (%) :   | 49,3 | 31,8 | 25,4 | 41,3 | 56,3 | 34,2 | 59,7 | 56,4 | 33,1 | 59,4 | 46,1  |
|                                       | Libéral                          | Sièges :     | 3    | 4    | 15   | 1    | 12   | 59   | 1    | 3    | 2    | -    | 100   |
|                                       | Libéral                          | Voix (%) :   | 34,7 | 27,6 | 41,9 | 20,3 | 30,9 | 59,6 | 37,0 | 41,9 | 52,0 | 40,6 | 39,7  |
|                                       | Progressiste                     | Sièges :     | -    | 7    | 6    | 7    | 2    |      |      |      |      |      | 22    |
|                                       | Progressiste                     | Voix (%) :   | 6,1  | 26,5 | 31,8 | 25,1 | 8,8  |      |      |      |      |      | 8,5   |
|                                       | Travailliste                     | Sièges :     | -    | -    |      | 2    | -    | -    |      | -    |      |      | 2     |
|                                       | Travailliste                     | Voix (%) :   | 6,3  | 6,1  |      | 9,6  | 1,2  | 0,2  |      | 1,6  |      |      | 1,8   |
|                                       | Indépendant                      | Sièges :     | 1    |      |      |      | -    | 1    | -    |      |      |      | 2     |
|                                       | Indépendant                      | Voix (%) :   | 2,6  |      |      |      | 0,6  | 1,4  | 0,8  |      |      |      | 0,5   |
|                                       | United Farmers of Alberta        | Sièges :     |      | 2    |      |      |      |      |      |      |      |      | 2     |
|                                       | United Farmers of Alberta        | Voix (%) :   |      | 5,0  |      |      |      |      |      |      |      |      | 0,3   |
|                                       | Libéral indépendant              | Sièges :     |      |      |      |      |      | 1    |      |      |      |      | 1     |
|                                       | Libéral indépendant              | Voix (%) :   |      |      |      |      |      | 3,8  |      |      |      |      | 1,0   |
|                                       | Conservateur indépendant         | Sièges :     |      |      |      |      | 1    |      |      |      |      |      | 1     |
|                                       | Conservateur indépendant         | Voix (%) :   |      |      |      |      | 1,4  |      |      |      |      |      | 0,5   |
| Total sièges                          | Total sièges                     | Total sièges | 14   | 16   | 21   | 17   | 82   | 65   | 11   | 14   | 4    | 1    | 245   |
| Partis n'ayant remporté aucun siège : |                                  |              |      |      |      |      |      |      |      |      |      |      |       |
|                                       | Inconnu                          | Voix (%) :   |      |      | 0,1  |      | 0,9  | 0,2  |      |      | 15,0 |      | 0,7   |
|                                       | Libéral-protectionniste          | Voix (%) :   |      |      |      |      |      | 0,9  |      |      |      |      | 0,2   |
|                                       | Libéral-progressiste indépendant | Voix (%) :   |      |      |      |      |      |      | 3,3  |      |      |      | 0,2   |
|                                       | Labour-Farmer                    | Voix (%) :   |      | 3,0  |      |      |      |      |      |      |      |      | 0,2   |
|                                       | Libéral-progressiste             | Voix (%) :   |      |      |      | 1,9  |      |      |      |      |      |      | 0,1   |
|                                       | Travailliste indépendant         | Voix (%) :   |      |      |      | 1,7  |      |      |      |      |      |      | 0,1   |
|                                       | Socialiste                       | Voix (%) :   | 1,0  |      |      |      |      |      |      |      |      |      | 0,1   |
|                                       | Progressiste indépendant         | Voix (%) :   |      |      | 0,9  |      |      |      |      |      |      |      | 0,1   |
|                                       | Farmer                           | Voix (%) :   |      |      |      |      |      | 0,1  |      |      |      |      | xx    |
|                                       | Progressiste-conservateur        | Voix (%) :   |      |      |      |      |      | 0,1  |      |      |      |      | xx    |
|                                       | Farmer-Labour                    | Voix (%) :   |      |      |      |      | 0,1  |      |      |      |      |      | xx    |

## Suites
King choisit de s'accrocher au pouvoir avec l'aide des progressistes. Idéologiquement proches des libéraux, les progressistes appuient la formation du gouvernement minoritaire de King.
Ce plan se complique par le fait que son parti a perdu l'élection et que King lui-même a été défait dans sa circonscription. Furieux de la manœuvre de King, Meighen exige sa démission du poste de Premier ministre. King demande à un député libéral de Prince Albert (Saskatchewan) de démissionner pour qu'il puisse se faire élire dans une élection partielle ; Prince Albert était l'une des circonscriptions les plus sûres au Canada pour les libéraux et King y est élu facilement.
Une note intéressante sur l'élection partielle : le candidat conservateur se présentant contre King est John Diefenbaker. Diefenbaker n'a aucune chance contre King en 1925, mais il gagne la circonscription, et le poste de premier ministre, des années plus tard.
Au retour de King aux communes, un énorme scandale éclate au grand jour lorsqu'on découvre qu'un des ministres qu'il avait nommé accepte des pots-de-vin. Anticipant une défaite en Chambre, King demande au gouverneur général, le vicomte Byng de Vimy, de déclencher une élection. Le gouverneur général refuse, et King démissionne.
King n'était nullement militant, mais il voit dans cette décision une interférence en politique canadienne par un officiel nommé par un pouvoir étranger. King démontre une passion qui lui est rare et réussit à se rallier les progressistes ; il défait Meighen sur un vote de confiance après seulement quelques mois. Cette fois, Byng déclenche une élection.